# Cow tipping

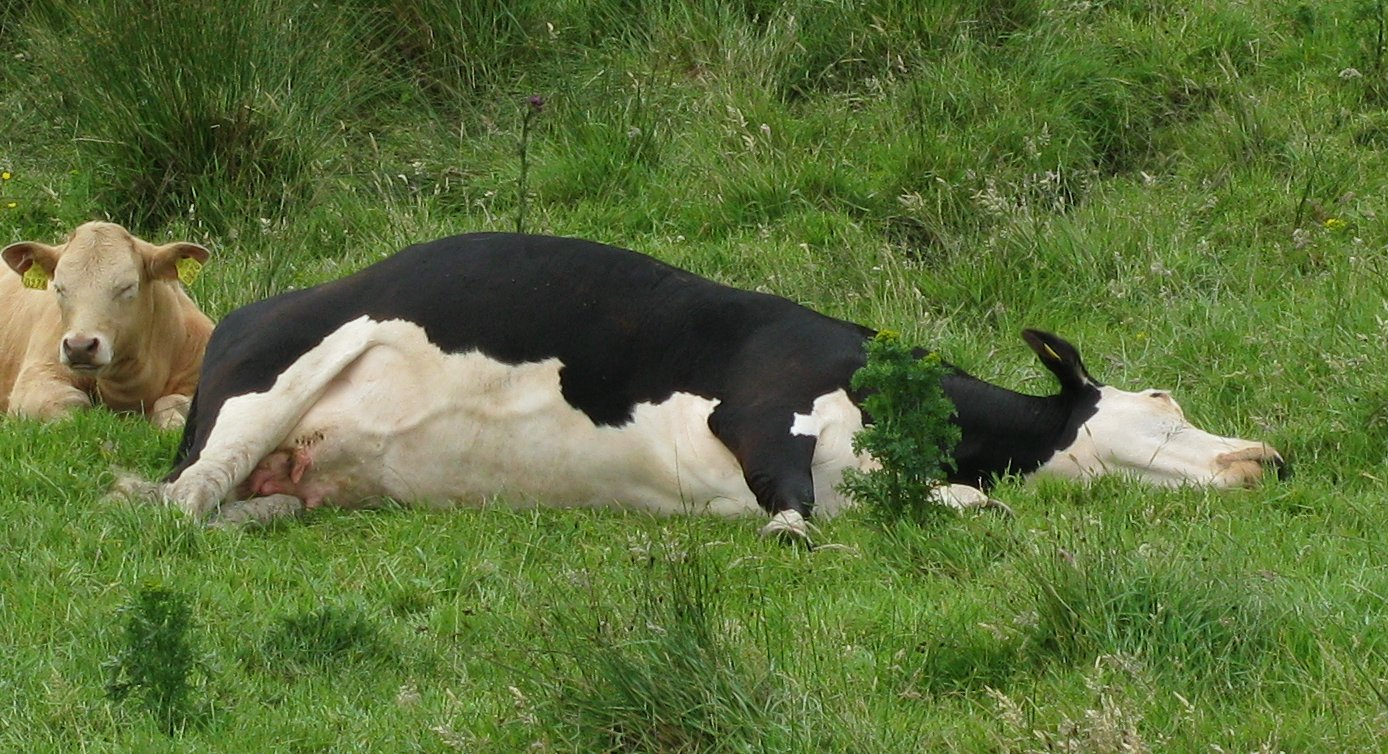
Las vacas se acuestan para dormir, de manera habitual.

Cow tipping (español: empujar vacas o vuelco de vacas) es la supuesta actividad de acercarse furtivamente a cualquier vaca que esté erguida en cuatro patas, ya sea que esté desprevenida o durmiendo, y empujarla o derribarla como forma de entretenimiento. Por lo general, la práctica del vuelco de vacas se considera como un mito urbano y las historias de tales hazañas, como cuentos absurdos. La insinuación de que los habitantes de zonas rurales buscan este tipo de entretenimiento debido a la falta de alternativas se considera como un estereotipo. Al parecer, el concepto del vuelco de vacas surgió en la década de 1970, aunque los relatos de animales que no pueden levantarse luego de haberse caído tiene antecedentes históricos que se remontan a la época del imperio romano.
Las vacas se acuestan de manera habitual y pueden levantarse con facilidad, a menos que estén enfermas o lesionadas. Se han realizado estudios científicos para determinar si es posible empujar o volcar vacas, en teoría, los cuales han llegado a diversas conclusiones. Todas estas conclusiones coinciden en que las vacas son animales de gran tamaño a las que resulta difícil tomar por sorpresa y que, por lo general, resistirán cualquier intento de derribarlas. Los cálculos sugieren que se necesita una fuerza de 3 000 a 4 000 newtons (de 670 a 900 libras-fuerza) y que se requerirían por lo menos cuatro y quizá hasta 14 personas para poder lograrlo. En situaciones de la vida real en las que la res debe acostarse en el suelo, como por ejemplo, para marcado, cuidado de las pezuñas o tratamiento veterinario, se requieren cuerdas para amarrarla o se usa equipo mecánico especializado que limita los movimientos de la vaca y luego la derriba. En situaciones poco comunes, es posible que la res se acueste o caiga muy cerca de una zanja o colina que restrinja su capacidad normal de levantarse sin ayuda.  En la cultura popular existen muchas referencias al derribo de vacas. La frase también se usa como figura retórica.

## Estudio científico

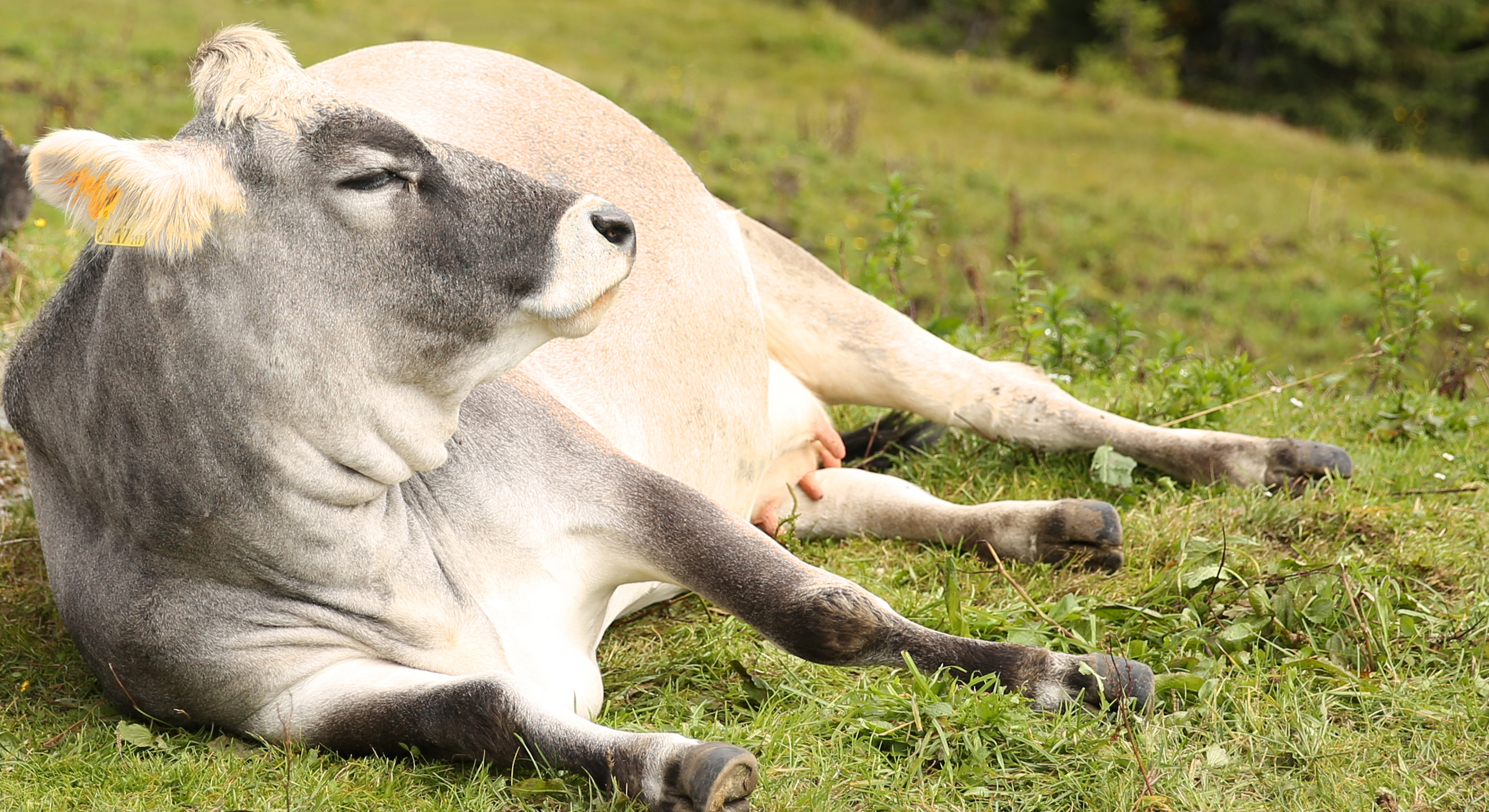
Una vaca sana que esté tendida de costado no está inmovilizada. Puede levantarse cuando quiera.

Algunas versiones del mito urbano sugieren que, como las vacas duermen erguidas en sus cuatro patas, es posible acercarse a ellas y empujarlas sin que reaccionen. No obstante, las vacas solo dormitan ligeramente cuando están erguidas, de modo que se despiertan con facilidad. Tienen que acostarse para dormir profundamente. Además, muchas fuentes han cuestionado la viabilidad de la práctica, ya que la mayoría de las vacas pesan más de 450 kilogramos (990 libras) y resisten fácilmente cualquier fuerza menor.
Un estudio del 2005 realizado por Margo Lillie, zoóloga de la Universidad de Columbia Británica, y su estudiante Tracy Boechler llegó a la conclusión de que para derribar a una vaca se necesitaría una fuerza de 3 000 newtons (670 lbf) y que, por consiguiente, es imposible que una sola persona pueda lograrlo. Sus cálculos determinaron que se requeriría que más de cuatro personas aplicaran la fuerza suficiente para poder derribar a una vaca, con base en un estimado de que una sola persona podría ejercer 660 newtons (150 lbf) de fuerza. Sin embargo, ya que una vaca puede resistirse, Lillie y Boechler sugirieron que sería más probable que se necesitasen de cinco a seis personas. Por otra parte, las reses son muy conscientes de su entorno y resulta muy difícil sorprenderlas, gracias a su excelente sentido tanto de olfato como de oído.  El análisis de Lillie y Boechler determinó que, si una vaca no se moviera, los principios de física estática sugieren que dos personas podrían ser capaces de derribarla si su centro de masas se empujara sobre sus pezuñas antes de que la vaca pudiera reaccionar. No obstante, las vacas no son ni rígidas ni inertes, y mientras más rápido tenga que moverse un ser humano, menos fuerza será capaz de ejercer. Por consiguiente, Lillie y Boechler llegaron a la conclusión de que es poco probable que las vacas puedan derribarse de esta manera. Según Lillie: It just makes the physics of it all, in my opinion, impossible. 
Aunque el biólogo Steven Vogel está de acuerdo con que se necesitaría una fuerza de 3 000 newtons para derribar a una vaca desde su posición erguida, en su opinión, el estudio de Lillie y Boechler sobreestima la capacidad de empuje de un solo ser humano. Con base en datos de Cotterell y Kamminga, quienes estimaron que los seres humanos ejercen una fuerza de empuje de 280 newtons, Vogel sugiere que una persona que aplique una fuerza a la altura requerida para derribar a una vaca podría generar un empuje máximo de no más de 300 newtons. Según este cálculo, sería necesario contar con 10 personas, como mínimo, para poder derribar a una vaca que no reaccione. Empero, es posible que este requisito de fuerza combinada, dijo, no sea el mayor impedimento para una travesura de este tipo. Cuando las vacas están erguidas sobre sus cuatro patas, no están dormidas. Y al igual que otros animales, tienen reflejos que están siempre alerta. If the cow does no more than modestly widen its stance without an overall shift of its center of gravity, about 4 000 newtons or 14 pushers would be needed—quite a challenge to deploy without angering the cow. 

## Orígenes históricos
La creencia de que ciertos animales no pueden levantarse si se les derriba tiene antecedentes históricos. Julio César documentó una creencia de que el alce no tiene articulaciones en las rodillas y que, por lo tanto, no puede levantarse si se cae. Plinio dijo lo mismo acerca de las patas traseras de un animal al que llamó achlis, que según Bostock y Riley, traductores de Plinio en el siglo XIX, no era más que otro nombre para referirse al alce. Señalaron que la creencia de Plinio acerca de las patas traseras sin articulaciones del achlis (alce) era falsa.
En 1255, Luis IX de Francia le regaló a Enrique III de Inglaterra un elefante para su ménagerie, ubicado en la Torre de Londres. Un dibujo hecho por el historiador Mateo de París para su Chronica Majora puede verse en su bestiario en la Biblioteca Parker del Corpus Christi College en Cambridge. El texto que lo acompaña hace referencia al saber popular acerca de los elefantes, según el cual no tenían rodillas y no eran capaces de levantarse si se caían.
Según el periodista Rick Steelhammer, el mito urbano estadounidense del vuelco de vacas se originó en la década de 1970. De acuerdo con Steelhammer, el mito stampeded into the '80s when movies like Tommy Boy and Heathers featured cow tipping expeditions.  Y añade que las historias acerca del vuelco de vacas suelen ser contadas de segunda mano por alguien que no asegura haber empujado a una vaca pero que sí conoce a alguien que dice haberlo hecho. Con él coincide el periodista Jake Swearingen, que en un artículo en la revista Modern Farmer dice que starting in the mid-’80s, cow tipping became something of a pop culture phenomena. Y continúa al mencionar también a las películas Heathers y Tommy Boy, además de la serie de dibujos animados Beavis and Butt-Head. En su artículo, Swearingen también añade que un ganadero le contó que nunca había oído hablar acerca de esta broma o travesura sino hasta finales de la década de los setenta o principios de los ochenta, y que se pregunta si aquella famosa escena de la película Animal House, en la que los estudiantes meten a un caballo en el despacho del decano, tuvo algo que ver con el fenómeno. Según Swearingen, el hecho de que el mito urbano sigue ciertas ideas preconcebidas acerca de las pocas opciones de entretenmiento que hay disponibles para quienes viven en zonas rurales tampoco ayuda.
Por otro lado, según el Oxford English Dictionary, la primera mención conocida de la frase cow tipping apareció en 1973 en el periódico estudiantil The Michaelman de la universidad Saint Michael's College en Vermont.

## Prácticas de medicina veterinaria y de ganadería

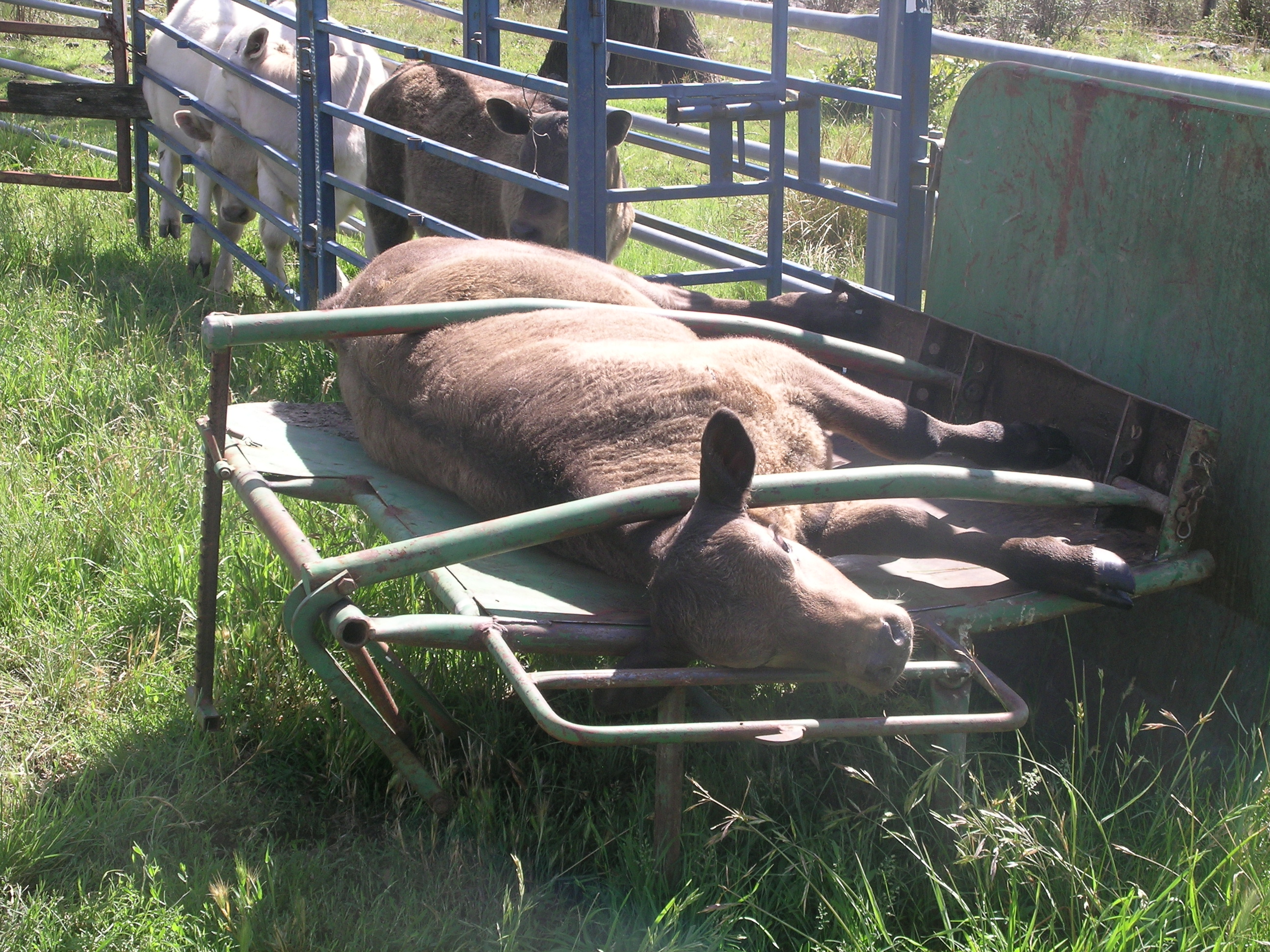
Soporte usado para marcar terneros en Australia

Es posible que sea necesario derribar o volcar a una res para inmovilizarla y poder realizar ciertos tipos de prácticas de ganadería y tratamientos médicos. Cuando se hace por razones médicas, a esto se le suele denominar casting  y cuando se realiza sin asistencia mecánica requiere colocar entre 9 y 12 metros (de 30 a 40 pies) de cuerda alrededor del cuerpo y las patas del animal. Luego de asegurar la cuerda mediante nudos as de guía, no corredizos, se tira de ella hacia atrás hasta que el animal pierda el equilibrio. Una vez que se haya forzado a la res a acostarse en la posición de decúbito esternal (sobre el pecho), es posible girarla para ponerla sobre su costado y, además, atarle las patas para impedir que dé patadas.
Un brete de contención o cepo, también llamado brete inmovilizador, es un invento relativamente moderno que está diseñado para su uso con crías de ganado durante el marcado. Se introduce la cría en un brete o corral, se encierra y luego, mediante el uso del equipo, se voltea hasta que quede tendida de costado y sea más fácil marcarla y castrarla.
Las plataformas basculantes hidráulicas para ganado adulto han existido desde la década de 1970 y están diseñadas para elevar y voltear a las reses de modo que queden tendidas de costado y así se facilite la atención veterinaria, en particular de los genitales de los animales, y el mantenimiento de las pezuñas. A diferencia de los caballos, por lo general las vacas no cooperan con el herrador cuando están erguidas. Según la explicación de un veterinario canadiense: Using the table is much safer and easier than trying to get underneath to examine the animal.  Además, agregó que cuando a las vacas se les voltea sobre una plataforma acolchonada, estas suelen dejar de forcejear y se tranquilizan con bastante rapidez. Un diseño, desarrollado en la institución de medicina veterinaria Western College of Veterinary Medicine en Saskatoon, Saskatchewan, Canadá, incluyó el concepto de cow comfort  como un aspecto especial para el cuidado mediante este tipo de aparato.

### Postración involuntaria
Es posible que las vacas se vuelquen de manera involuntaria. Debido a su corpulencia y a sus patas relativamente cortas, no pueden darse la vuelta. Aquellas que se tumban y se ponen de costado con las patas apuntando cuesta arriba podrían quedarse atascadas y no ser capaces de levantarse sin ayuda, lo que podría ocasionarles la muerte. En tales casos, dos personas pueden darle la vuelta a una vaca hacia su otro costado, de modo que las patas estén apuntando cuesta abajo y esto le permita levantarse por sí misma. En un caso documentado en la vida real, una vaca preñada rodó hacia un barranco en Nuevo Hampshire y quedó atrapada patas arriba hasta que pudo rescatarla un grupo de bomberos voluntarios.  El propietario de la vaca comentó que esto ya había pasado una o dos veces con anterioridad.
Un traumatismo o una enfermedad también pueden causar que una vaca sea incapaz de levantarse. A dichos animales a veces se les llama downers.  Esto puede ocurrir como resultado de lesiones musculares o daños en los nervios causados por la parición o por una enfermedad tal como la mastitis. Otras causas también pueden incluir lesiones en las patas, desgarros musculares o algún tipo de infección masiva. A las vacas impedidas se les anima a levantarse, ya que tienen muchas más posibilidades de recuperarse si logran hacerlo. Ha habido casos de algunas que no podían pero que sobrevivieron hasta 14 días, con cuidados médicos, y finalmente fueron capaces de levantarse. El tratamiento médico adecuado para evitar mayores lesiones en una vaca impedida incluye rodarla de un lado a otro cada tres horas, alimentarla frecuentemente y con cuidado de pequeñas cantidades de pienso y proporcionarle acceso a agua limpia.

### Muerte
Puede parecer que los animales muertos se hayan volcado, aunque en realidad se trata del proceso de rigor mortis, en el cual los músculos del cadáver comienzan a ponerse rígidos entre seis y ocho horas después de la muerte. Este proceso dura entre uno y dos días. Se nota sobre todo en las extremidades, ya que se extienden de manera recta. La hinchazón post mortem también se produce por la formación de gases en el interior del cadáver. El proceso puede dar lugar a reses muertas que terminen boca arriba con las cuatro patas en el aire.

## En la cultura popular

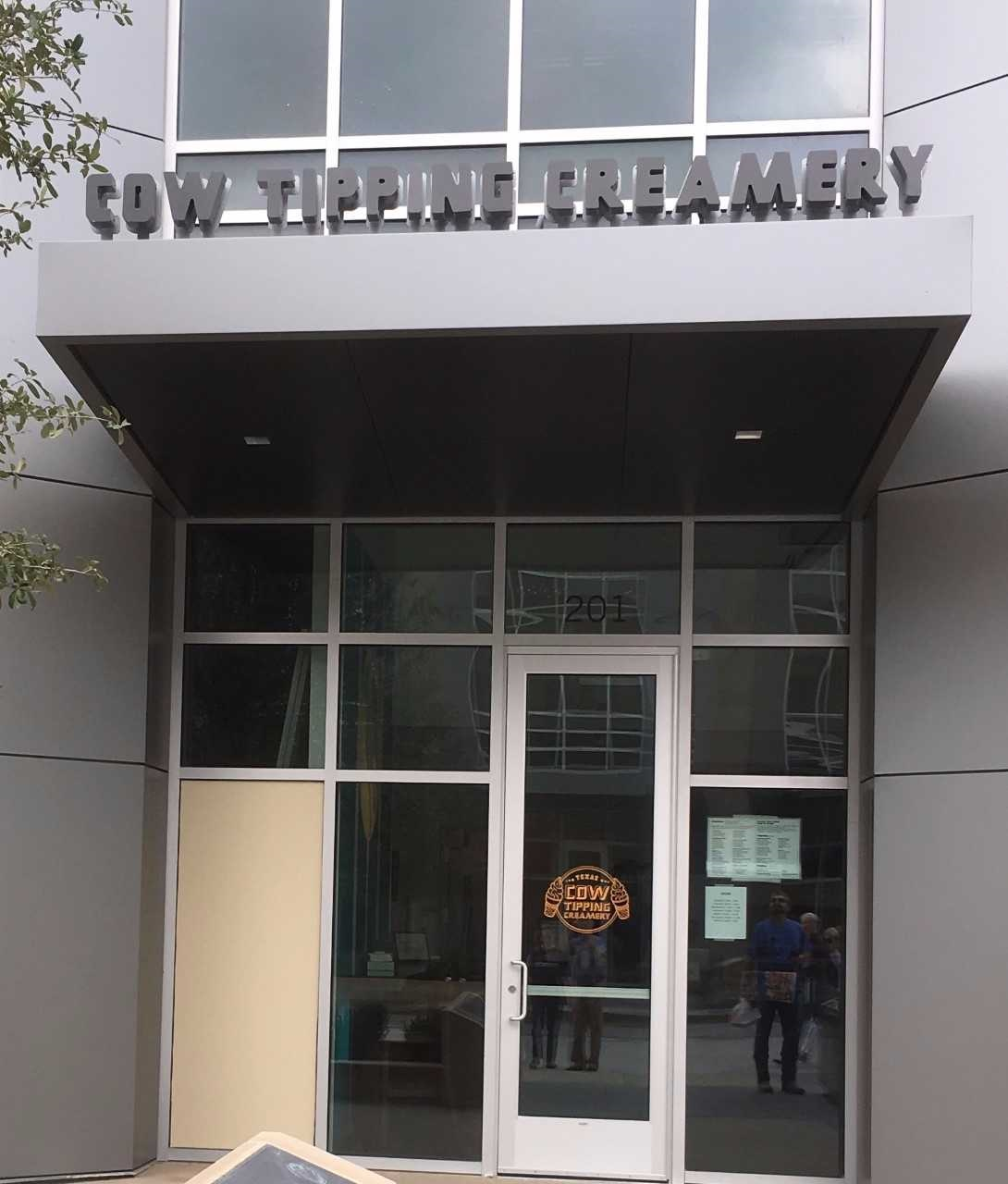
La heladería Cow Tipping Creamery en Frisco (Texas).

Distintas personas han asegurado haber volcado vacas, a menudo bajo los efectos del alcohol. Hasta la fecha, estas aseveraciones no han podido verificarse de manera fiable. En el 2013, el periodista Jake Swearingen de la revista Modern Farmer dijo que YouTube, una popular fuente de videos en las que se muestran desafíos y ocurrencias, no logra dar ni un solo video real de vuelco de vacas. 
A veces, ha habido bromistas que han volcado vacas artificiales. En 1999, a lo largo de la Avenida Míchigan en Chicago, dos hombres que estaban "aparentemente ebrios" tumbaron seis vacas de fibra de vidrio que eran parte de una exposición de arte público, llamada CowParade. Otros cuatro vándalos retiraron una escultura  de su silla de guardavidas en Oak Street Beach y la abandonaron en un paso peatonal subterráneo. Un año después, la Ciudad de Nueva York tuvo que sujetar sus esculturas de vacas de la exposición CowParade mediante bases de hormigón.
La travesura del vuelco de vacas se ha representado en películas desde la década de los ochenta en adelante, tales como Heathers (1988), Tommy Boy (1995), Barnyard (2006) y I Love You, Beth Cooper (2009). También se utilizó en el título de un documental de 1992 realizado por Randy Redroad, Cow Tipping: The Militant Indian Waiter.
Algunas variantes de la actividad también se han visto en otros medios populares, tales como la película Cars (2006), que incluye una variante vehicular llamada tractor-tipping,  y el videojuego Fallout: New Vegas, que le permite al personaje acercarse sigilosamente a un Brahmin—un animal que aparece en el juego, que tiene dos cabezas y se asemeja a una vaca—y derribarlo. El juego de mesa Battle Cattle está basado en la práctica e incluye vacas fuertemente armadas que cuentan con Tipping Defense Numbers. 
En la canción Lou Reed del grupo musical de country alternativo The Little Willies, de su álbum debut homónimo de 2006, Norah Jones canta acerca de un acontecimiento ficticio en el cual el músico Lou Reed derriba vacas en Texas. El programa de televisión The Big Bang Theory utiliza el saber popular acerca del vuelco de vacas como un elemento para establecer el origen rural del personaje de Penny.
El término cow tipping se usa a veces como una figura retórica para referirse al acto de volcar algo de tamaño grande. En su libro A Giant Cow-Tipping by Savages, el autor John Weir Close usa el término para describir fusiones y adquisiciones contemporáneas. La frase tipping sacred cows  se ha usado como una mezcla de metáforas en títulos de libros acerca de temas como el ministerio cristiano o la administración de empresas.